# Dendrosomididae
Famille
Les Dendrosomididae sont une famille de Ciliés de la classe des Kinetofragminophora et de l’ordre des Suctorida.

## Étymologie
Le nom de la famille vient du genre type Dendrosomides, dérivé du grec ancien δένδρον / déndron, « arbre », σῶμα / σῶμα, « corps », et du suffixe grec -ίδης / -idis ou εἴδω / eido, « espèce de ; avoir l'air de », littéralement « dont le corps ressemble à un arbre ».

## Description

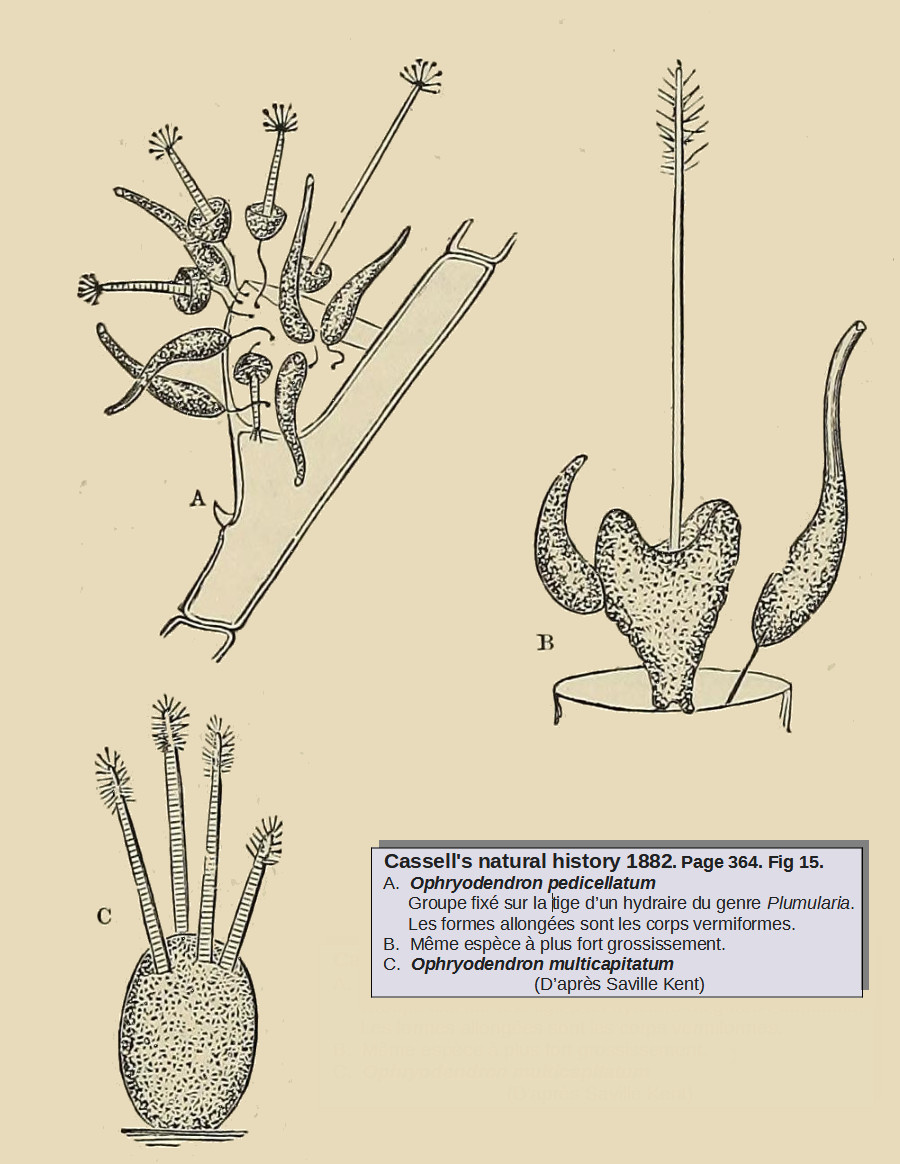
Ophryodendron pedicellatum
et O. multicapitatum.

Collin, en 1909, décrit ainsi Dendrosomides : 

« Le corps trifurqué, atteignant 200 à 300 μm de long ;  repose par sa base ovoïde sur un gros pédicule chitineux, en cône allongé de 80 à 100 μm sur 15 à 20 μm de large ; à stries longitudinales (couche sous-pelliculaire). Chaque branche, large d'environ 30 μm, émet sur toute sa longueur des digitations obtuses que termine un faisceau de 8 à 13 tentacules peu ou pas capités (20 à 25 μm X 1,5 à 2 μm de large). Une pellicule assez épaisse... enveloppe tout le corps.

Le cytoplasme est finement granuleux, avec plusieurs vacuoles contractiles, sphériques, de 8 à 10 μm. Le noyau, irrégulièrement rubané, ramifié selon la forme générale du corps, (parfois bifide dans une même branche), est presque homogène, à grains de chromatine fins et serrés.

Souvent des inclusions sphériques, (nucléoles ?) entourées d'une zone claire.
Certains individus portent latéralement 1 ou 2 bourgeons non tentaculés, à pellicule finement plissée transversalement et à noyau indépendant. Ils sont sans doute homologues aux « lagéniformes » des Ophryodendron (de la même famille que le Dendrosomides) et se libèrent comme eux, car on les retrouve fixés à part, sur un court pédicule chitineux. »

## Répartition
Le Dendrosomides a été découvert en 1909 en milieu marin, à Sète, « assez abondant sur les poils des pattes thoraciques de Eupagurus cuanensis Thomson et de Eupagurus excavatus Herbst. » deux crustacés pagures (« bernard-l'ermite »).
Par ailleurs, selon GBIF (11 mai 2023), les espèces de la famille des Dendrosomididae ont rarement été décrites.

## Liste des genres
Selon GBIF (11 mai 2023) :
- Dendrosomides Collin, 1906  genre type[1]
  - Espèce type : Dendrosomides paguri Collin, 1906
- Ophryodendron Claparède & Lachmann, 1859

## Systématique
Le nom valide de ce taxon est Dendrosomididae Jankowksi, 1978.